# 琉米修好条約
琉米修好条約（りゅうべいしゅうこうじょうやく、英語: Convention between the Lew Chew Islands and the United States of America）とは、1854年7月11日（咸豊4年・嘉永7年6月17日）に琉球王国とアメリカ合衆国が締結した条約。
正式名称は「亜米利加合衆国琉球國政府トノ定約」である。
琉蘭修好条約及び琉仏修好条約とともに「三条約」と総称される。一般的には「琉米条約」や「琉米修好条約」「琉米盟約」「琉米協約」などと称されるが、琉球とアメリカやフランスとの間の文書の英文や仏文では"CONVENTION"とされているのに対し、オランダとの間の文書では"TRAKTAAT"（条約）と明記されており、区別するため「約条」と訳されることもある。なお、米国側史料では"Compact"となっているという指摘がある。

## 経緯
産業革命後、欧米諸国による東アジアへの展開が進む中で沖縄は日本本土への拠点とみなされ、1853年5月26日にはマシュー・ペリーの率いる艦隊が那覇港に来航した。沖縄では水路調査や奥地探検を行うとともに、首里城への訪問も行った。
近世の琉球王国では1704年に薩摩藩から中国船・朝鮮船・西欧船（スペイン、ポルトガル、イギリス、オランダ）を対象とする「宝永元年御条目」が布達されていたが、欧米船の来航増加に伴って嘉永期と安政期に改正されていた。また、欧米船の来航時、琉球王府は正式な外交交渉を避けるために偽名と偽官を用いた虚構組織で対応を行っていた。ペリーの来航と首里城への強行訪問においても、摩文仁按司朝健が「尚大謨」の名と「総理官」の官職名、向如山（棚原親方朝矩）が「馬良才」の名と「布政官」の官職名で対応を行った。
ペリーは計5回にわたって那覇に寄港した。ペリーは琉球占領計画をもっており、1854年1月25日に本国政府に進言したが、フランクリン・ピアースの新政権の同意を得られず、海軍長官のドビンは当惑せざるを得ないと否定した。ドビンの返信は当時の郵送事情から琉球との交渉後に到達した可能性もあり交渉への影響は不明であるが、ペリーには日本に琉球開港を認めさせるか、琉球と独自にTreaty（条約）を調印する二つの選択肢があったとされる。このうち日本に琉球開港を認めさせる選択肢は、1854年3月17日にペリーが林復斎らと会談した際、日本側から琉球が遠く離れた地にあるとして明確な回答を避けられたため頓挫した。一方、琉球と独自にTreaty（条約）を調印する選択肢について、ペリーの『遠征記』によると琉球側は中国に対してassumption（不遜な）行為にあたる表現を避けたいとし、琉球側の『琉球王国評定所文書』にも反対の経緯が記されている。
そのためTreatyの文言は避けられ、1854年7月11日にペリーと琉球側代表（尚宏勲ら）の間で文書が調印された。

### 全権
- 琉球王国：尚宏勲（＝与那城王子朝紀＝仲里按司朝紀）、馬良才（＝棚原親方朝矩）
- アメリカ合衆国：マシュー・ペリー

### アメリカ国内
アメリカ国内での締結手続経緯は、以下の通り。
- 1854年7月11日 - ペリーが簡易署名。
- 1855年3月3日 - アメリカ合衆国上院（アメリカ合衆国第33議会（英語版））が批准に助言と同意。
- 1855年3月9日 - フランクリン・ピアース大統領が批准を裁可、条約締結権行使を宣言。

## 文書

### 内容
- （第一条）自由貿易
- （第二条）アメリカ船舶に対する薪水の提供
- （第三条）アメリカ船からの漂流民の救助
- （第四条）アメリカ人の所属する船舶の船長による裁判権を認める
- （第五条）アメリカ人墓地を設置及びその保護
- （第六条）琉球国の水先案内に関する規定
- （第七条）アメリカ船舶への薪水の提供に関する費用等

### 原本
原本は6通作成され、1854年7月11日に正本4通が作成され双方が2通ずつ受け取っていたが、米国側の翻訳官が予備として2通を要求し、13日に2通に調印して1通ずつ受け取った。
琉球側が受け取った正本のうち1通が外務省外交史料館に残る（外交史料館が1971年4月に開設された際に外務省大臣官房文書課から移管）。
また、米国側が受け取った正本のうち1通が米国立公文書館に残るが、残り2通の所在は不明である。

## 補足
1854年10月29日（咸豊4年・嘉永7年9月8日）に、薩摩藩から第一条の条文変更を命令されるが修正されることはなかった。
以下、原文と修正文案を載せる。

## 当条約に対する日本政府の公式見解
2006年（平成18年）、鈴木宗男衆議院議員がこの件について政府見解を質したが、「日本国として締結した国際約束ではなく、その法的性格につき政府として確定的なことを述べることは困難である。」と答弁された。
当条約の有効性は確定的ではないものの、1879年（明治12年）の琉球処分で琉球王国が滅亡したことにより、当条約は失効したとされる。